# Benjamin Drue Reus
Benjamin Drue Reus (* 16. Dezember 1998 in Odense) ist ein dänischer Dartspieler.

## Karriere
Drue Reus begann 2013 mit dem Dartsport und spielte zunächst Turniere der World Darts Federation (WDF). So nahm er 2014 im Alter von 15 Jahren beim WDF Europe Youth Cup teil, bei dem er sich gegen Kevin Doets geschlagen geben musste. Beim World Masters 2016 nahm er ebenfalls beim Jugendturnier teil, das für ihn in der Runde der letzten 32 endete. Im gleichen Jahr versuchte er sich an der Qualifikation für die Weltmeisterschaft der BDO, kam aber nicht über Runde 1 hinaus.
Seit 2017 ist Drue Reus in der Professional Darts Corporation (PDC) aktiv. Auf der für Nachwuchsspieler vorgesehenen Development Tour erreichte er ein Achtelfinale und spielte insgesamt £ 300 ein. Nachdem Erfolge auf internationalem Niveau zunächst ausblieben, konzentrierte er sich wieder auf Turniere in Skandinavien und hatte auf der Nordic & Baltic Tour der PDC Erfolg. 2020 zog er auf dieser mehrfach ins Halbfinale ein und beendete die Saison auf dem achten Platz der Rangliste. Damit qualifizierte er sich für das Nordic Darts Masters 2022, bei dem er in der ersten Runde mit 0:6 gegen den Belgier Dimitri Van den Bergh verlor. Auch beim Nordic Darts Masters 2023 ging er wieder an den Start und verlor abermals in Runde eins ohne eigenen Leggewinn gegen Gerwyn Price. Beim World Cup of Darts 2023 vertrat er sein Heimatland gemeinsam mit Vladimir Andersen. Mit einem Sieg über Österreich und einer knappen Niederlage gegen die USA gewann Dänemark überraschend seine Gruppe und stand im Achtelfinale, in dem man auf Wales traf. Hier verloren die Dänen gegen Gerwyn Price und Jonny Clayton mit 2:8. Nachdem er 2023 sein erstes Turnier auf der Nordic & Baltic Tour gewinnen konnte, schloss er diese auf Platz drei ab.
2024 nahm er erstmals an der PDC Q–School teil, bei der er gleich in die Final Stage einzog. In dieser erspielte er insgesamt sechs Punkte und gewann damit, nach Vladimir Andersen 2022, als zweiter dänischer Spieler eine Tour Card.

## Turnierergebnisse
| Turnier                                    | 2022 | 2023 | 2024 | 2025 |
| ------------------------------------------ | ---- | ---- | ---- | ---- |
| WDF-Platin-/Major-Turniere                 |      |      |      |      |
| World Masters                              | 2R   | n/a  | n/t  | n/a  |
| PDC-Ranking-Turniere                       |      |      |      |      |
| UK Open                                    | n/t  | n/t  | 5R   | 2R   |
| PDC-Turniere ohne Einfluss auf das Ranking |      |      |      |      |
| World Cup of Darts                         | n/t  | AF   | GP   | GP   |
| Karrierestatistiken                        |      |      |      |      |
| Jahresendplatzierung                       | ?    | 181  | 110  |      |
| Verband                                    | WDF  | WDF  | PDC  | PDC  |

| Legende zu den Turnierergebnissen | Legende zu den Turnierergebnissen | Legende zu den Turnierergebnissen | Legende zu den Turnierergebnissen | Legende zu den Turnierergebnissen | Legende zu den Turnierergebnissen | Legende zu den Turnierergebnissen | Legende zu den Turnierergebnissen | Legende zu den Turnierergebnissen | Legende zu den Turnierergebnissen |
| --------------------------------- | --------------------------------- | --------------------------------- | --------------------------------- | --------------------------------- | --------------------------------- | --------------------------------- | --------------------------------- | --------------------------------- | --------------------------------- |
| n/t                               | nicht teilgenommen                | n/q                               | nicht qualifiziert                | n/a                               | nicht ausgetragen                 | #R                                | Aus in jeweiliger Runde           | GP                                | Aus in der Gruppenphase           |
| AF                                | Achtelfinalist                    | VF                                | Viertelfinalist                   | HF                                | Halbfinalist                      | F                                 | Turnierfinalist                   | S                                 | Turniersieger                     |

## Erfolge
- World Cup of Darts: Achtelfinale 2023 (gemeinsam mit Vladimir Andersen)